# Branko Zorko
Branko Zorko, né le 1er juillet 1967 à Hodošan, Croatie, est un athlète croate spécialiste du demi-fond, et notamment du 1500 mètres. 

## Biographie
Il s'est illustré pour l'essentiel dans les épreuves en salle.
En plein air, il s'est adjugé le bronze aux championnats d'Europe de Paris sur le 1500 mètres et l'argent, sur cette même distance, aux Jeux méditerranéens à Bari en 1997.
Il compte cinq participations aux Jeux olympiques entre 1988 et 2000 sur le 1500 mètres, sans dépasser à chaque fois l'étape des séries.

### Palmarès
| Date | Compétition                    | Lieu      | Résultat | Épreuve | Performance   |
| ---- | ------------------------------ | --------- | -------- | ------- | ------------- |
| 1988 | Championnats d'Europe en salle | Budapest  | 7e       | 1 500 m | 3 min 47 s 69 |
| 1989 | Championnats du monde en salle | Budapest  | 6e       | 3 000 m | 7 min 52 s 26 |
| 1990 | Championnats d'Europe en salle | Glasgow   | 3e       | 3 000 m | 7 min 54 s 77 |
| 1992 | Championnats d'Europe en salle | Gênes     | 3e       | 1 500 m | 3 min 42 s 85 |
| 1993 | Championnats du monde en salle | Toronto   | 3e       | 1 500 m | 3 min 45 s 39 |
| 1994 | Championnats d'Europe en salle | Paris     | 2e       | 1 500 m | 3 min 44 s 64 |
| 1994 | Championnats d'Europe          | Helsinki  | 3e       | 1 500 m | 3 min 36 s 88 |
| 1996 | Championnats d'Europe en salle | Stockholm | 5e       | 1 500 m | 3 min 46 s 82 |
| 1997 | Championnats du monde en salle | Paris     | 4e       | 1 500 m | 3 min 39 s 25 |
| 2002 | Championnats d'Europe en salle | Vienne    | 4e       | 1 500 m | 3 min 50 s 66 |

### Records
| Épreuve      | Épreuve      | Performance   | Lieu      | Date           |
| ------------ | ------------ | ------------- | --------- | -------------- |
| 1 500 mètres | En plein air | 3 min 33 s 30 | Monaco    | 8 août 1998    |
| 1 500 mètres | En salle     | 3 min 38 s 05 | Stuttgart | 2 février 1997 |